# 庫恰
48°45′43″N 27°16′27″E / 48.76194°N 27.27417°E

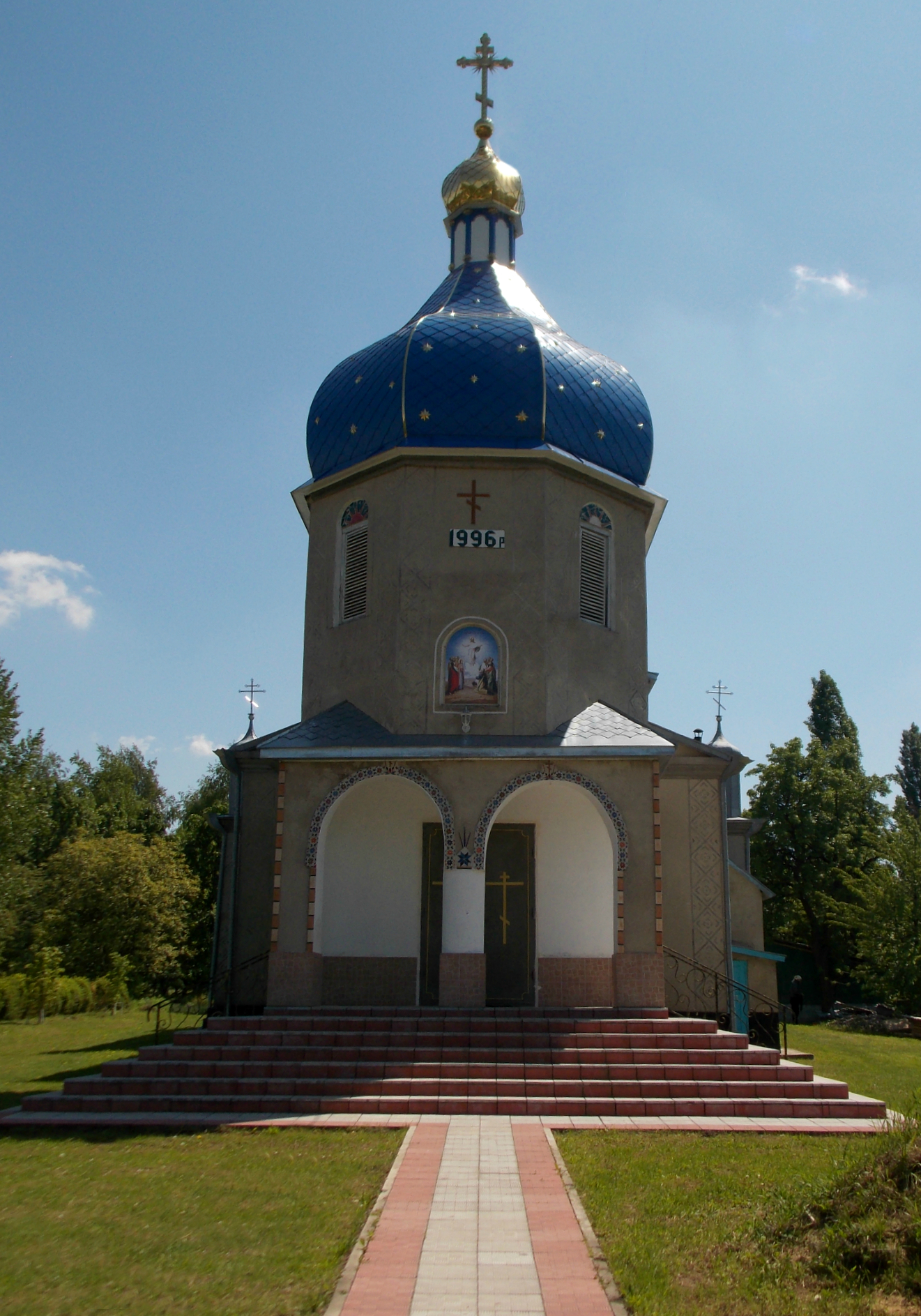

庫恰（烏克蘭語：Куча）是位於烏克蘭西部赫梅利尼茨基州裏卡緬涅茨-波多利斯基區的村莊，始建於1430年，面積5.83平方公里，海拔高度247米，2001年人口1,446，人口密度每平方公里248.1人。